# Ron Crevier
Ronald Joseph Oscar Camille "Ron" Crevier (nacido el 14 de abril de 1958 en Montreal, Quebec) es un exjugador de baloncesto canadiense que disputó una temporada en la NBA, además de jugar en la CBA, la USBL y la Liga ACB. Con 2,13 metros de estatura, jugaba en la posición de pívot.

## Trayectoria deportiva

### Universidad
Jugó cuatro temporadas con los Eagles del Boston College, en las que promedió 1,9 puntos y 1,2 rebotes por partido.

### Selección nacional
Disputó el Campeonato Mundial de Baloncesto de 1982 celebrado en Colombia con la selección de Canadá, jugando únicamente dos partidos en los que promedió 3,5 puntos.

### Profesional
Fue elegido en la septuagésimo quinta posición del Draft de la NBA de 1983 por Chicago Bulls, pero no llegó a firmar con el equipo, jugando en ligas menores hasta que en 1985 ficha por Golden State Warriors y posteriormente por Detroit Pistons, disputando en total 4 minutos de juego en 3 partidos en los que no anotó ni un solo punto.
En 1986 fichó por el Pamesa Valencia en su primera temporada en la liga ACB, convirtiéndose, junto con Howard Wood en los primeros extranjeros de la historia del equipo.

## Estadísticas de su carrera en la NBA

### Temporada regular
| Temporada | Edad | Equipo                | Liga | P | TIT | MIN | TC  | TCA | %TC  | 3P  | 3PA | %3P | TL  | TLA | %TL  | R.OF. | R.DEF. | REB | ASIS | ROB | TAP | PER | FP  | PTS |
| 1985-86   | 27   | TOTAL                 | NBA  | 3 | 0   | 1.3 | 0.0 | 1.0 | .000 | 0.0 | 0.0 |     | 0.0 | 0.7 | .000 | 0.3   | 0.0    | 0.3 | 0.0  | 0.0 | 0.0 | 0.0 | 0.7 | 0.0 |
| 1985-86   | 27   | Golden State Warriors | NBA  | 1 | 0   | 1.0 | 0.0 | 1.0 | .000 | 0.0 | 0.0 |     | 0.0 | 0.0 |      | 0.0   | 0.0    | 0.0 | 0.0  | 0.0 | 0.0 | 0.0 | 0.0 | 0.0 |
| 1985-86   | 27   | Detroit Pistons       | NBA  | 2 | 0   | 1.5 | 0.0 | 1.0 | .000 | 0.0 | 0.0 |     | 0.0 | 1.0 | .000 | 0.5   | 0.0    | 0.5 | 0.0  | 0.0 | 0.0 | 0.0 | 1.0 | 0.0 |
| Total     |      |                       | NBA  | 3 | 0   | 1.3 | 0.0 | 1.0 | .000 | 0.0 | 0.0 |     | 0.0 | 0.7 | .000 | 0.3   | 0.0    | 0.3 | 0.0  | 0.0 | 0.0 | 0.0 | 0.7 | 0.0 |